# Ana Novac

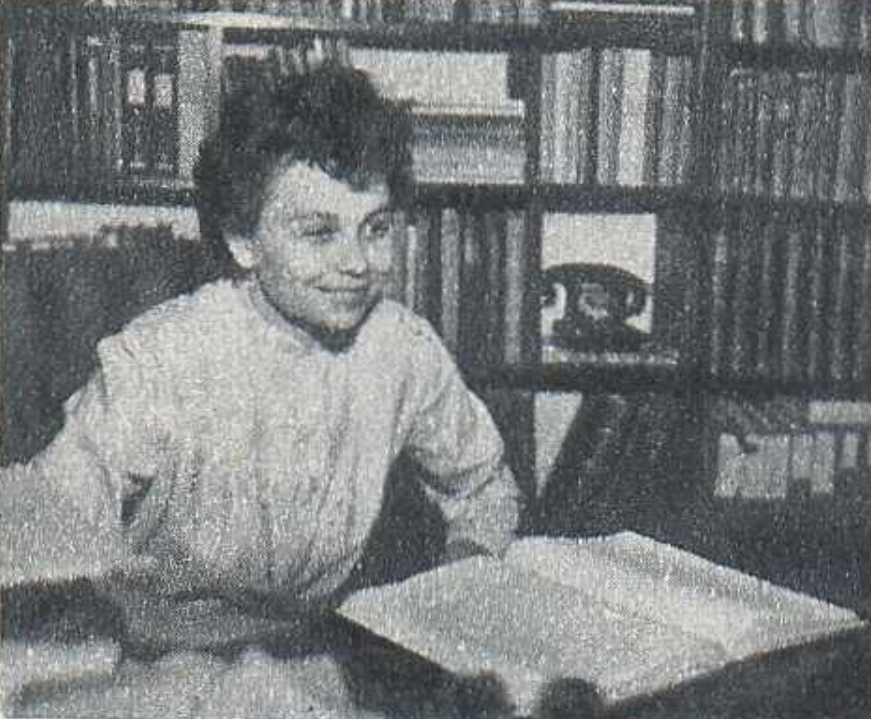
Ana Novac

Ana Novac (* 1929 in Dej, Rumänien; † 31. März 2010 in Paris) war eine rumänische Schriftstellerin, die als Jugendliche die Shoa in verschiedenen deutschen Konzentrationslagern überlebte. Seit 1965 lebte sie in Paris.

## Leben
Als Zimra Harsányi geboren, wurde sie mit 11 Jahren durch die Annexion Siebenbürgens ungarische Staatsbürgerin. Im Sommer 1944 wurde sie vierzehnjährig als Jüdin ins KZ Auschwitz deportiert, wo sie Nummer A-17587 war. Sie führte ein Tagebuch, das ihre Gefangenschaft dort, im KZ Płaszów und anderen Lagern dokumentiert. Es wurde 1966 in Ungarn veröffentlicht (deutsch Die schönen Tage meiner Jugend, 1967) und bildet als authentisches Zeugnis des Lagerlebens ein literarisches Pendant zum Tagebuch der Anne Frank.
1945 kehrte sie nach Rumänien zurück, wo sie in den 1950er Jahren erste Erfolge als Bühnenautorin erlebte. 1957 wurde sie mit dem rumänischen Staatspreis ausgezeichnet, geriet aber zunehmend ins Visier des kommunistischen Regimes. In den 1950ern war sie mit Paul Schuster verheiratet. 1963 reiste sie nach Ungarn aus, was ihr durch die Heirat mit einem ungarischen Journalisten möglich war, dann weiter nach West-Berlin, und endlich 1965 nach Paris.

## Werke
- Match a la Une
- Les beaux jours de ma jeunesse. Aus dem Ungarischen von Jean Parvulesco. Julliard, Paris 1968. Wieder unter dem Titel J’avais quatorze ans à Auschwitz. Presses de la Renaissance, Paris 1982
  - Neufassungen, von Novac überarbeitet, gleicher Titel wie 1968: Balland, Paris 1992, ISBN 2-7158-0956-5; ebd. 1997 ISBN 2-7158-1116-0; TB Gallimard, Paris 1999, ISBN 2-07-040320-3
  - Aus dem Ungarischen A péboly hétköznapjoi von Barbara Frischmuth: Die schönen Tage meiner Jugend. Rowohlt, Reinbek 1967[6]
  - Aus dem Französischen von Eva Moldenhauer, gleicher Titel, Schoeffling, Frankfurt 2009, ISBN 3-89561-415-7[7][8]
- Le maître de Trésor. Balland, 2002, ISBN 2-268-04340-1
- Les noces de Varenka. Calmann-Lévy, 1996, ISBN 2-7021-2491-7
- Comme un pays qui ne figure pas sur la carte. Balland, Paris 1992
- Un lit dans l’hexagone
- Si j’etais un bebe-phoque, ou les souvenirs d’un zombie. Les Temps, Modernes, Paris
- Le complexe de la soupe. Ed. L’Avant Scene, Paris
- Cap sur la Lune. Le Meridien Editeur
- Les accidents de l’ame, Balland, Paris
- Le grabat. 1988
- Nocturne’. 1984
- La Porte. 1985
- Un nu deconcertant. 1970